# Нравы русского духовенства
«Нравы русского духовенства» — брошюра советского историка религии и пропагандиста атеизма Ефима Грекулова, изданная первоначально в 1928 году.
Книга несколько раз переиздавалась в первые годы после своего создания (4-е издание выпущено в 1930 г. тиражом 10 000 экземпляров) и в течение многих лет использовалась как источник советскими историками и религиоведами (в частности, И. А. Крывелёвым) и другими специалистами: так, М. К. Азадовский и Н. П. Андреев в 1940 г. в своём комментарии к «Народным русским сказкам» А. Н. Афанасьева писали: «Как известно, культурный уровень духовенства — как низшего, так и высшего, в старой Руси был крайне низок. Сводка литературы по данному вопросу сделана в брошюре Грекулова „Нравы русского духовенства“».

## Критика
Кандидат исторических наук, доцент кафедры социальных наук и технологий ПГТУ С. М. Васина отмечает, что наряду с другими работами Е. Ф. Грекулова написанными в 1920—1930-е гг., в книге «Нравы русского духовенства» «церковь и духовенство представлены в качестве эксплуататоров, угнетателей, консервативной силы самодержавного государства». Этого же мнения придерживается кандидаты исторических наук Л. К. Дрибас и И. А. Семин.
Кандидат исторических наук Н. А. Басова отмечает, что книга «Нравы русского духовенства» относится к работам 1920—1930-х гг., которые «носят агитационно-пропагандистский характер и не содержат научного анализа фактов, подбор которых также отличается предвзятым отношением», в них «говорится об „антинародной“ сущности Церкви как политического и идеологического врага Советского государства» и «отсутствует научный аппарат».
Кандидат исторических наук Д. Н. Калашников отмечает, что книга «Нравы русского духовенства» относится к работам, написанным в 1920—1930-е гг., где «духовенство представлено в качестве сообщества „угнетателей“ и „иждивенцев“».
Кандидат исторических наук, старший преподаватель кафедры государственного и муниципального управления Тамбовского филиала ОРАГС Е. Н. Шабельникова отмечает, что в атеистическом ключе и с целью показать церковь и духовенство «прежде всего, как феодальный институт, угнетавший народные массы не только духовно, но и экономически» написана работа Е. Ф. Грекулова «Нравы Русского духовенства». Шабельникова указывает, что книга Грекулова стала одним из тех исследований, выход которых «был обусловлен началом гонений на церковь»., а также что «поэтому основная задача авторов сводилась к выявлению негативных фактов в церковной истории».

## Переиздание книги А. Г. Невзоровым
Переиздана российским публицистом и телеведущим Александром Невзоровым в 2011 году тиражом 3000 экземпляров. Как утверждается в предисловии Невзорова к новейшему изданию, книга полностью основана на документальных исторических свидетельствах и знакомит читателя с различными скрытыми бытовыми особенностями жизни русского духовенства. Книга, как утверждают издатели, представляет интерес для самых широких читательских кругов. От реализации книги отказалось несколько крупных книжных магазинов.

## Содержание
Книга издания 2011 года содержит следующие главы:
- Предисловие Александра Невзорова
- Состав древнерусского духовенства
- Церковь — носительница культуры и просвещения
- «Безмерное упивание»
- «Блудное объядение»
- «Плотское похотение»
- «Содомская пагуба»
- «Особые стяжания»
- Ростовщики от духовенства
- Нравы духовенства в XIII веке

## Издания
- Нравы русского духовенства. — Москва : Атеист, [19--]. — 40 с.
- Нравы русского духовенства. — (Изд. 2-е, исправл.). — [Москва] : Атеист, 1929. — 39 с.
- Нравы русского духовенства. — 3-е изд., доп.. — М.: Атеист, 1929. — 51 с.
- Нравы русского духовенства. — 4-е изд. — Москва : Атеист, [19--]. — 60 с.
- Нравы русского духовенства. — СПб.: Невзоров От Эколь, 2011. — 96 с. — 3000 экз. — ISBN 978-5-904788-08-7.